# Eivor Rasehorn
Eivor Elisabet Rasehorn, född 14 juli 1960, är en svensk fotograf med inriktning på husdjur, främst hundar och katter. Rasehorn har illustrerat ett stort antal böcker, samt tidningsartiklar. Hon är även upphovskvinnan bakom Brandmannakalendern som hon fotograferat sedan starten 1997, med bilder på brandmän och katter. 

## Böcker som illustrerats av Rasehorn
- Innekatten författare Susanna Rosén
- Varför gör katten så författare Susanna Rosén
- 100 Pelargoner författare Susanna Rosén
- Kattraser A-Ö  författare Riina Matthiessen
- Kattuppfödning författare Ylva Stockelberg
- Vilken katt passar mig? författare Ylva Stockelberg
- Kattens sjukdomar författare Anne-Marie Nilsson
- Därför gör hunden så  författare Anders Hallgren
- Lyckliga lydiga hundar  författare Anders Hallgren
- Kattägarens handbok författare Ulla Barvefjord